# نبرد سولاچون
نبرد سولاچون در بهار ۵۸۶ در شمال میان‌رودان میان نیروهای امپراتوری بیزانس به رهبری فیلیپیکوس و شاهنشاهی ساسانی به رهبری کارداریگان رخ داد. این درگیری بخشی از جنگ بلند و بی‌نتیجه ۵۷۲ تا ۵۹۱ ایران و روم بود. نبرد سولاچون با پیروزی بیزانس به پایان رسید و موقعیت بیزانس را در میان‌رودان بهبود بخشید، اما این پیروزی قطعی نبود. این جنگ تا سال ۵۹۱ ادامه داشت و در نهایت با توافق پیمانی میان موریس و خسرو پرویز به پایان رسید.